# عسكري (جندي)

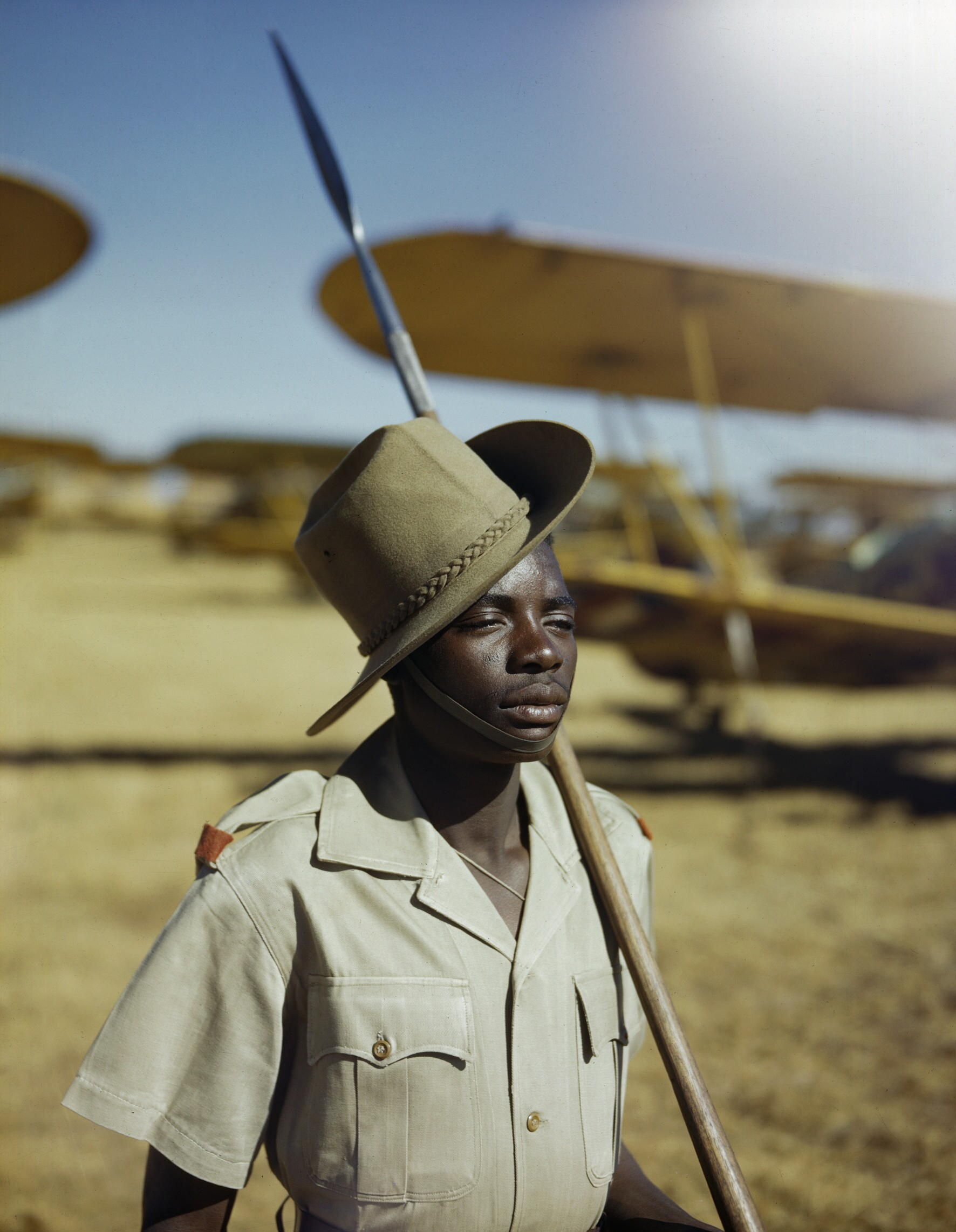
عسكري يحمل رمح في مدرسة ألايد للتدريب الجوي في واتركلوف جنوب إفريقيا عام 1943.

عسكري (الجندي) كان هذا المصطلح يطلق على الجنود المحليين الذين يخدمون في جيوش القوى الاستعمارية الأوروبية في أفريقيا وخاصة في منطقة البحيرات الكبرى في أفريقيا وشمال أفريقيا ووسط أفريقيا. يتم استخدام الكلمة في هذا المعنى باللغة الإنجليزية وكذلك في الألمانية والإيطالية والأردية والبرتغالية. في اللغة الفرنسية يتم استخدام الكلمة فقط في إشارة إلى القوات المحلية خارج الإمبراطورية الاستعمارية الفرنسية. لا يزال التصنيف قيد الاستخدام في بعض الأحيان حتى الآن لوصف الشرطة والدرك وحراس الأمن بشكل غير رسمي.
خلال فترة الإمبراطوريات الاستعمارية الأوروبية في إفريقيا تم توظيف جنود مجندين محليًا في الجيوش الإيطالية والبريطانية والبرتغالية والألمانية والبلجيكية. وقد لعبوا دورا حاسما في غزو الممتلكات الاستعمارية المختلفة وبعد ذلك خدموا كحامية وقوات للأمن الداخلي. خلال كلتا الحربين العالميتين، خدم العساكر أيضًا خارج مستعمراتها الأصلية في أجزاء مختلفة من إفريقيا والشرق الأوسط وآسيا.

## المستعمرات البلجيكية
في الكونغو البلجيكية تم تنظيم العساكر ضمن قوات محلية. تولى قيادة هذه القوة العسكرية وقوات الشرطة مجتمعة ضباط بلجيكيون بيض وضباط الصف.

## المستعمرات البريطانية

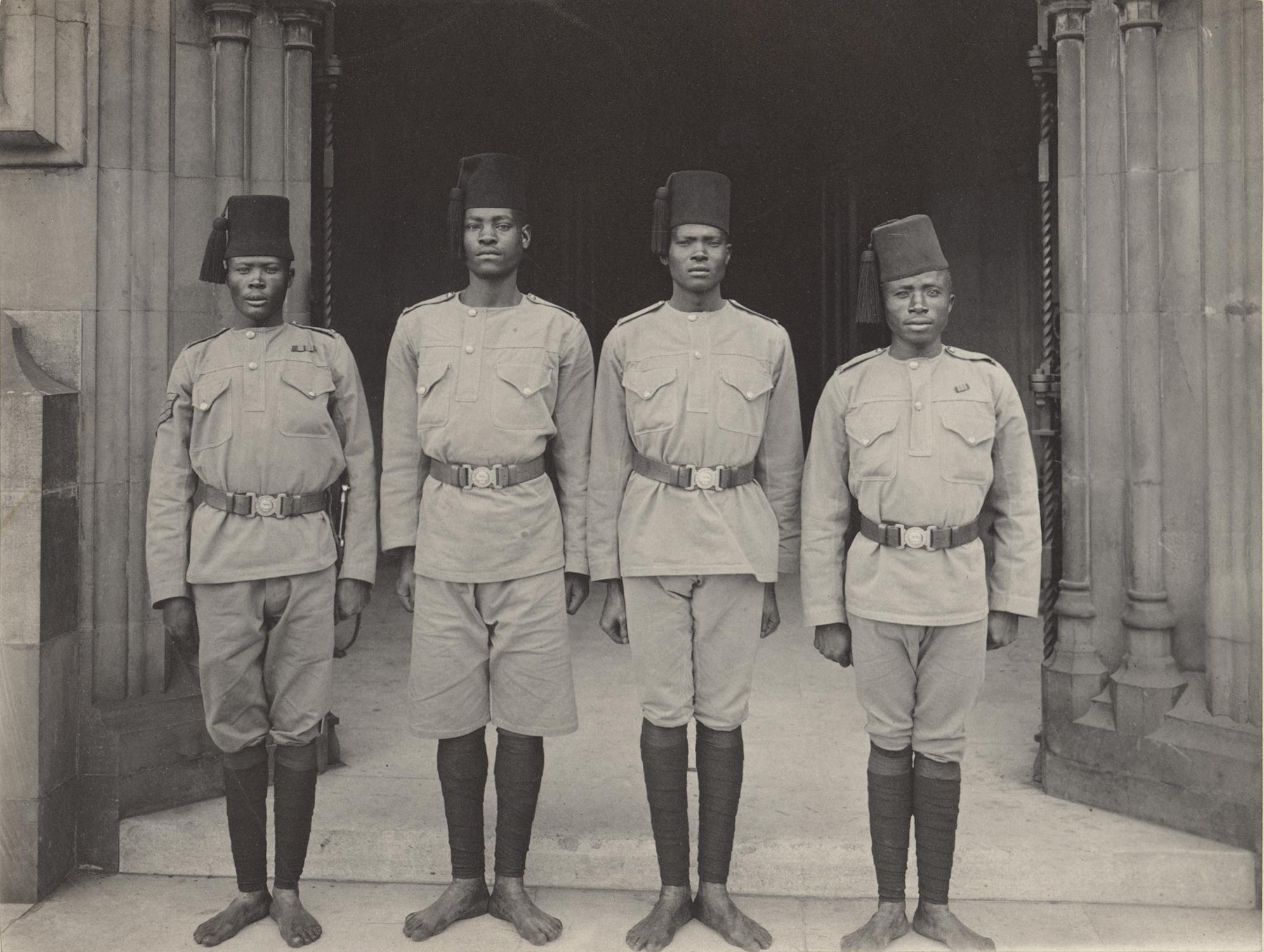
جنود بنادقة الملك الأفريقية في تتويج إدوارد السابع في عام 1902

قامت شركة الإمبراطورية البريطانية لشرق إفريقيا بإثارة وحدات من طلبات السفر من بين الشعب السواحلي والسودانيين والصوماليين. لم يكن هناك زي رسمي ولا أسلحة موحدة. قام العديد من العسكريين بحملات في لباسهم الأصلي عادة ما يرتدي الضباط ملابس مدنية.
من عام 1895 تم تنظيم العسكريين البريطانيين في قوة نظامية ومنضبطة يرتدون الزي العسكري تسمى بنادق شرق أفريقيا، وتشكل لاحقًا جزءًا من بنادقة الملك الأفريقية متعددة الكتائب. تم الاحتفاظ بتعيين العساكر كقوات تم تجنيدها محليًا في بنادقة الملك الإفريقية والوحدات العسكرية الأصغر وقوات الشرطة في المستعمرات حتى نهاية الحكم البريطاني في كينيا وتانجانيكا وأوغندا خلال الفترة 1961-1963. بسبب دلالاته الاستعمارية تم تجاهل المصطلح بشكل عام خلال الستينيات.

## المستعمرات الألمانية
استخدم الجيش الاستعماري الألماني (قوات حماية) للإمبراطورية الألمانية من القوات المحلية مع ضباط أوروبيين وضباط الصف في مستعمراتها. كان التركيز الرئيسي لهذه القوات التي تم تجنيدها محليًا في شرق إفريقيا الألمانية (الآن تنزانيا) التي تشكلت في عام 1881 لقمع ثورة أبوشيري.
قامت شركة شرق أفريقيا الألمانية في عام 1888 بتجميع الطلبات الأولى التي تم تقديمها في شرق إفريقيا الألمانية وتم تجنيدهم في الأصل من مرتزقة سودانيين وتم تجنيدهم في وقت لاحق من التجار السودانيين من مجموعات الوهي وأنجوني القبلية. وتم تم تأديبهم بقسوة لكنهم كانوا يتلقون أجورًا جيدة (على مقياس يعادل ضعف نظرائهم البريطانيين في بنادقة الملك الأفريقية)، وقد تلقوا تدريباً عالياً من الكوادر الألمانية الذين خضعوا لعملية اختيار صارمة. قبل عام 1914، كانت وحدة قوات الحماية الأساسية في جنوب شرق إفريقيا هي شركة feldkompanie التي تضم سبعة أو ثمانية من الضباط الألمان وضباط الصف مع ما يتراوح بين 150 و 200 عسكري بما في ذلك فريقان من المدافع الرشاشة.
وغالبًا ما كانت هذه الأوامر المستقلة الصغيرة تستكمل من قبل غير النظاميين القبليين.
تم استخدامها بنجاح في شرق إفريقيا الألمانية حيث تمكن 11000 من العسكريين والحمالين وضباطهم الأوروبيين بقيادة بول إميل فون ليتو فوربيك،من مقاومة القوات الاستعمارية البريطانية والبرتغالية والبلجيكية المتفوقة عدديًا خلال حملة شرق أفريقيا حتى نهاية الحرب العالمية الأولى في عام 1918.
قدمت جمهورية فايمار وألمانيا النازية ما قبل الحرب مدفوعات المعاشات التقاعدية إلى وحدات العساكر الألمانية. بسبب الانقطاعات التي حدثت خلال فترة الكساد العالمي والحرب العالمية الثانية صوت برلمان جمهورية ألمانيا الاتحادية (ألمانيا الغربية) في عام 1964 لتمويل الراتب الخلفي للجنسيين الذين لا يزالون على قيد الحياة. حددت سفارة ألمانيا الغربية في دار السلام حوالي 350 من العسكريين السابقين وأنشأت مكتبًا مؤقتًا للصرافين في موانزا على بحيرة فيكتوريا.

عدد قليل فقط من المطالبين هم الذين استطاعوا إصدار الشهادات الممنوحة لهم في عام 1918 وقدم آخرون قطعة من الزي الرسمي القديم كدليل على الخدمة. جاء المصرفي الذي أحضر الأموال بفكرة: حيث تقدم كل مطالب إلى الأمام تم تسليمه مكنسة وأمر بالألمانية لأداء دليل الأسلحة. ولم يفشل أحد منهم في الاختبار. 

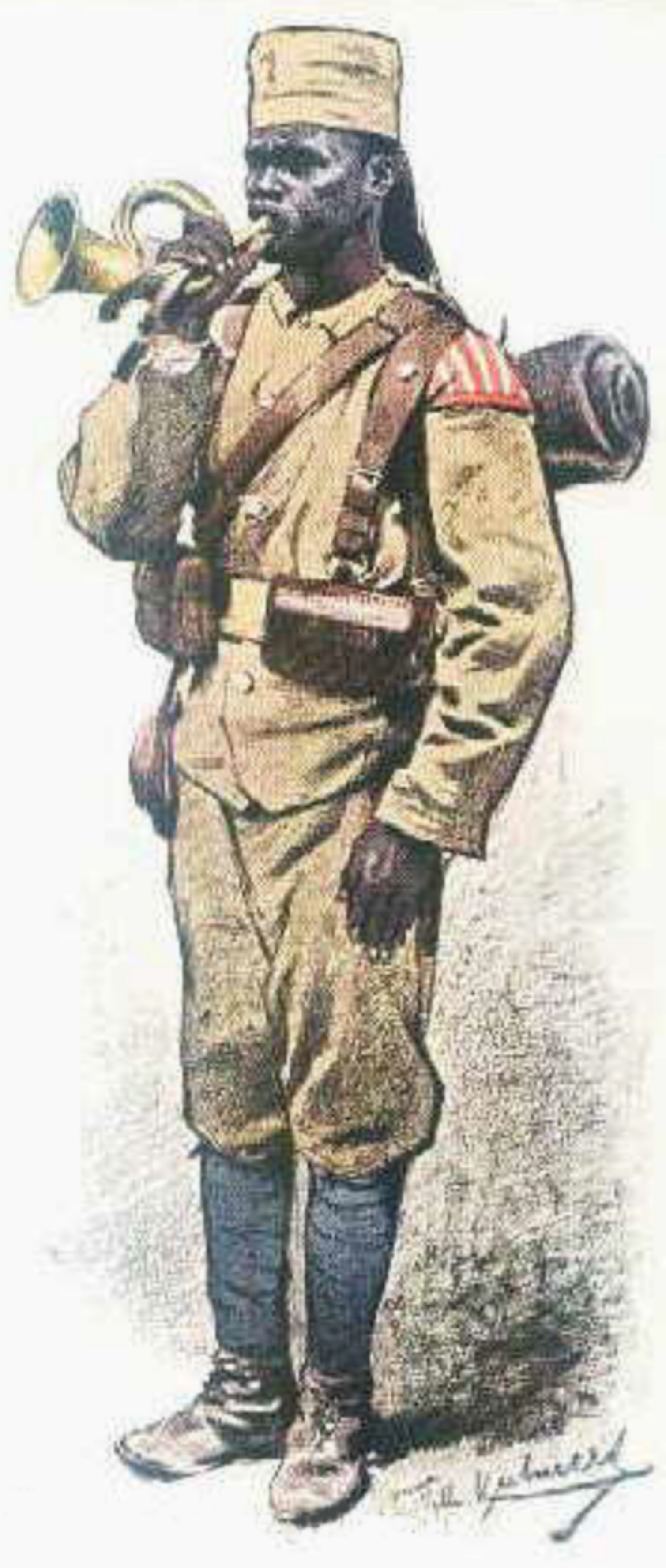
عسكري من شرق أفريقيا الألماني.
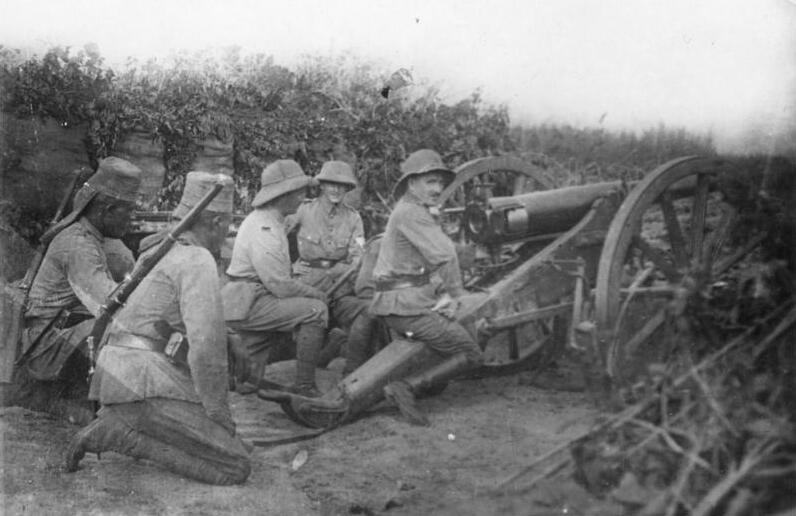
ظابط ألماني وعساكر أفارقة خلال حملة شرق إفريقيا
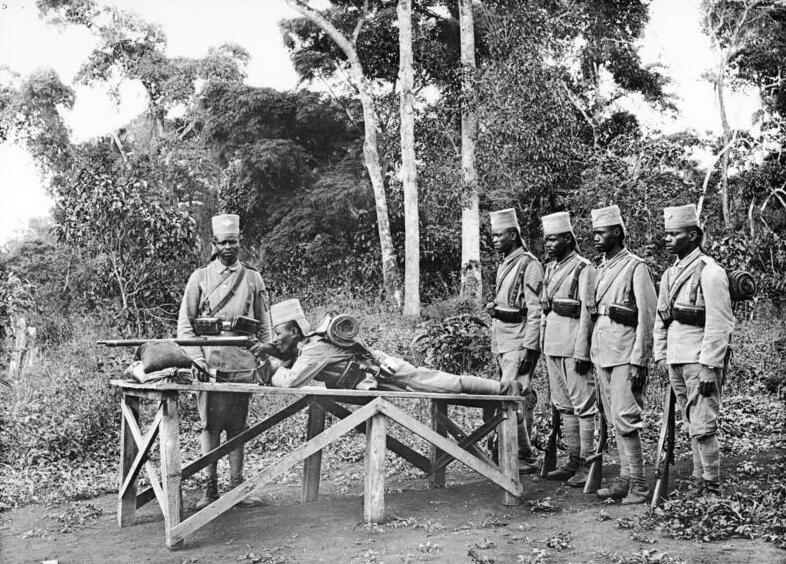
عسكري في التدريب
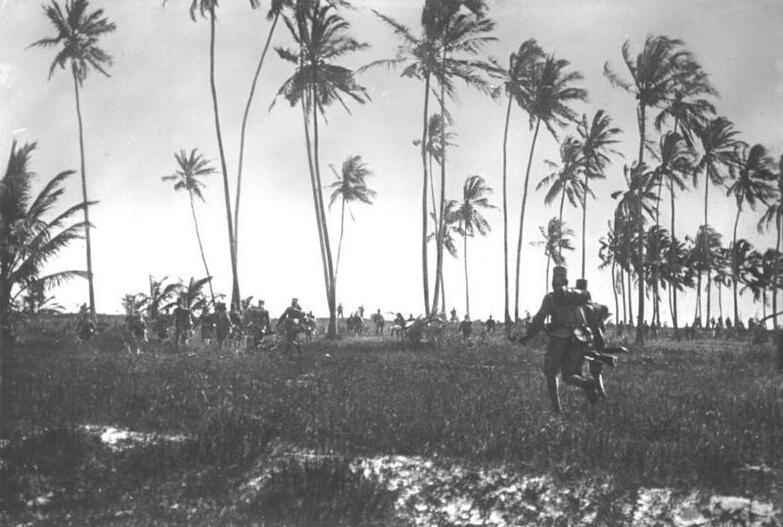
عسكري في دورية في طنجة .
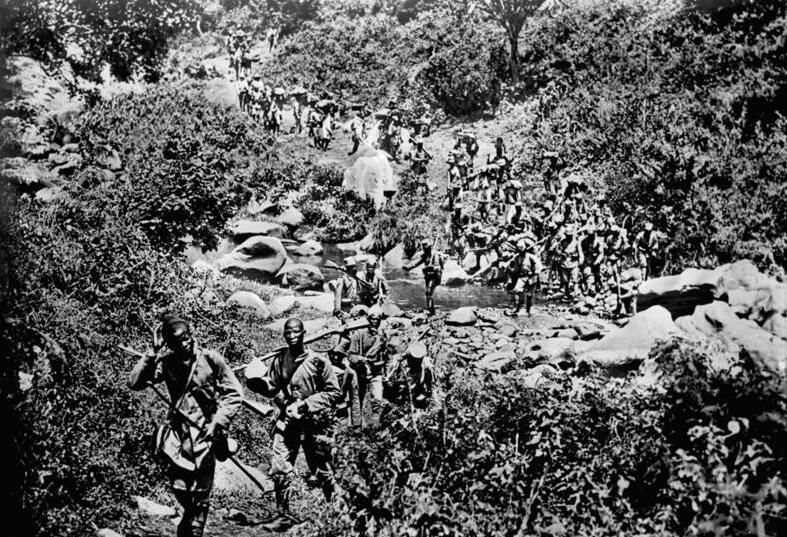
عساكر في طابور سير ( الحرب العالمية الأولى ).
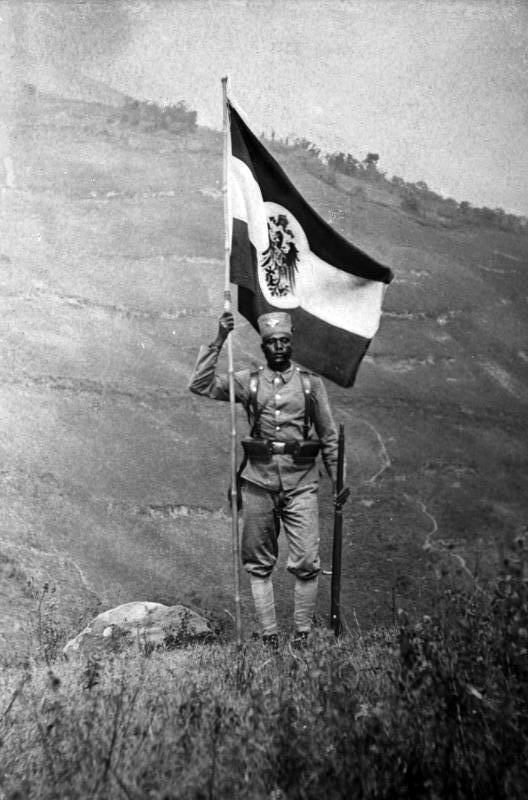
عسكري من شرق أفريقيا الألماني

## ألمانيا النازية

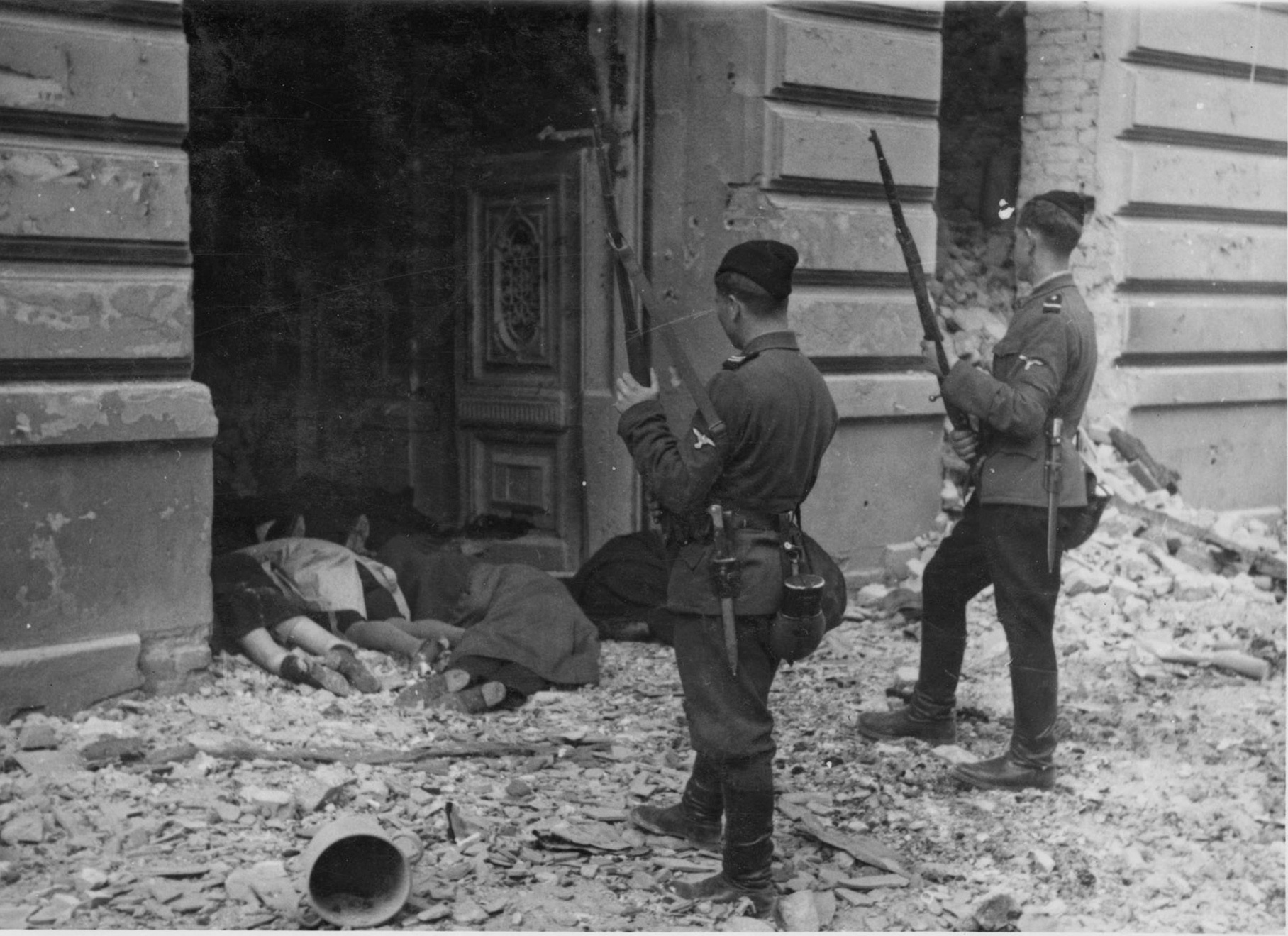
اثنين من العساكرالأوكرانيين في وقت انتفاضة غيتو وارسو

خلال الحرب العالمية الثانية استخدم الألمان مصطلح «العساكر» على الجنود الروس والفارين من الحرب والأسرى الذين شكلوا وحدات تقاتل ضد الجيش الأحمر  وفي أعمال أخرى على الجبهة الشرقية.
وحدات المتطوعين الأوكرانيين الغربيين التي تشكلت في قوات الأمن الخاصة والتي كانت تسمى أسكاري . تم استخدام هذه الكتائب في العديد من العمليات خلال الحرب العالمية الثانية. وكان معظمهم إما من الفارين من الجيش الأحمر أو فلاحون مناهضون للشيوعية تم تجنيدهم من المناطق الريفية الأوكرانية الغربية تحت الاحتلال الألماني.

## المستعمرات الإيطالية
قام الجيش الإيطالي في شرق إفريقيا الإيطالية بتجنيد القوات الإريترية ومن ثم القوات الصومالية للعمل مع الضباط الإيطاليين وبعض ضباط الصف. تتألف هذه القوات من وحدات المشاة والفرسان ووحدات المدفعية الخفيفة والمركبة على الجمال. تم تجنيد أفراد صوماليين في وقت لاحق للعمل مع سفن البحرية الإيطالية الملكية العاملة في المحيط الهندي. خاض العسكر الإيطالي (أسكاري) الحرب المهدية ومعركة كوتيت والحرب الإيطالية الإثيوبية الأولى والحرب الإيطالية التركية والحرب الإيطالية الإثيوبية الثانية وفي حملة شرق إفريقيا العالمية للحرب العالمية الثانية.

### التاريخ
كثير من العسكريين في إريتريا كانوا من السكان النيلويين المحليين بمن فيهم حامد إدريس عواتى الذي كان له سمعة من أصل نارا. من بين هذه القوات نشأت أول كتائب إريترية في عام 1888 من متطوعين مسلمين ومسيحيين، لتحل محل فيلق سابق من باسكي-بوروك من غير النظاميين. تم دمج الكتائب الأربع الأصلية في عام 1891 في الفيلق الملكي للقوات المستعمرة في ذلك العام. وسعت إلى ثماني كتائب، خاض الاسكاريس الاريتري بامتياز في معركة سيروبيتي ومعركة أغوردات الثانية وكسلا وعدوة  ، وعمل بعد ذلك في ليبيا وإثيوبيا.
من بين إجمالي القوات الإيطالية العاملة في شرق إفريقيا الإيطالية في عام 1940 والبالغ عددها 256000 جندي تم تجنيد حوالي 182000 من إريتريا والصومال وإثيوبيا المحتلة (1935-1936). عندما غزت قوات الكومنولث البريطانية إثيوبيا في يناير 1941 في يناير 1941 هربت معظم العسكريين المجندين محليًا. ظلت غالبية العسكريين الإريتريين موالين لحين استسلام إيطاليا بعد أربعة أشهر.

### الزي الرسمي
ارتدت الأفواج الإريترية في الخدمة الإيطالية طرابيش حمراء عالية مع خصلات ملونة وشارات الخصر التي تختلف حسب كل وحدة. على سبيل المثال كان للكتيبة الإريترية السابعة عشرة خصلات باللونين الأسود والأبيض وشارات مخططة رأسياً. في حين أن الكتيبة الإريترية ال 64 ارتدت كل من هذه العناصر في القرمزي والأرجواني.

كان يرتدي الزي الأبيض للاستعراض (انظر الشكل) مع الكاكي لواجبات أخرى. كان الصوماليون الصوماليون يرتدون ملابس مماثلة مع شورت بطول الركبة. 

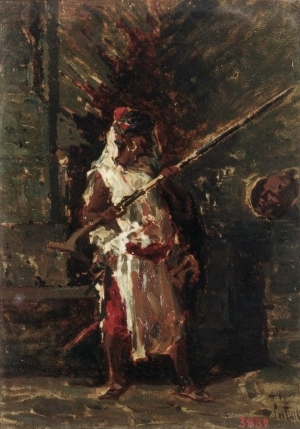
رسم زيتي لعسكري (ماريانو فورتوني ، 1860)

## المستعمرات الإسبانية
كما لوحظ أعلاه فإن العسكرى كان عادةً تسمية تستخدم في أفريقيا جنوب الصحراء الكبرى. بشكل استثنائي، على الرغم من أن مصطلح العسكرى كان يستخدم من قبل الحكومة الاستعمارية الإسبانية في شمال غرب إفريقيا  فيما يتعلق ليس بقواتهم المغربية النظامية ولكن لقوة الدرك المعيّنة محليًا التي نشأت في المغرب الإسباني في 1913.
تم تعيين أفراد السكان الأصليين في شرطة الصحراء التي تخدم في الصحراء الإسبانية كعساكر وكذلك الرتب الأخرى من الشرطة الأصلية التي نشأت في مليلية في عام 1909.

## المستعمرات البرتغالية
في غرب أفريقيا البرتغالية ومعظم المستعمرات الأفريقية الأخرى للإمبراطورية البرتغالية تم تجنيد العسكريين المحليين. كانت تستخدم للحفاظ على السلام في المستعمرات ذات الحجم القومي. خلال القرن العشرين تم دمج جميع القوات الأصلية في الجيش الاستعماري البرتغالي. تم فصل هذا الجيش على أساس العرق وحتى عام 1960 كان هناك ثلاث فئات من الجنود: الجنود المكلفون (البيض الأوروبيون) والجنود الخارجيون («الحضاريون الأفارقة السود») والجنود الأصليون (الأفارقة الذين عاشوا في المستعمرات البرتغالية). تمت إعادة تسمية هذه الفئات إلى الدرجة الأولى والثانية والثالثة في عام 1960 - والتي تتوافق بشكل فعال مع نفس التصنيف.

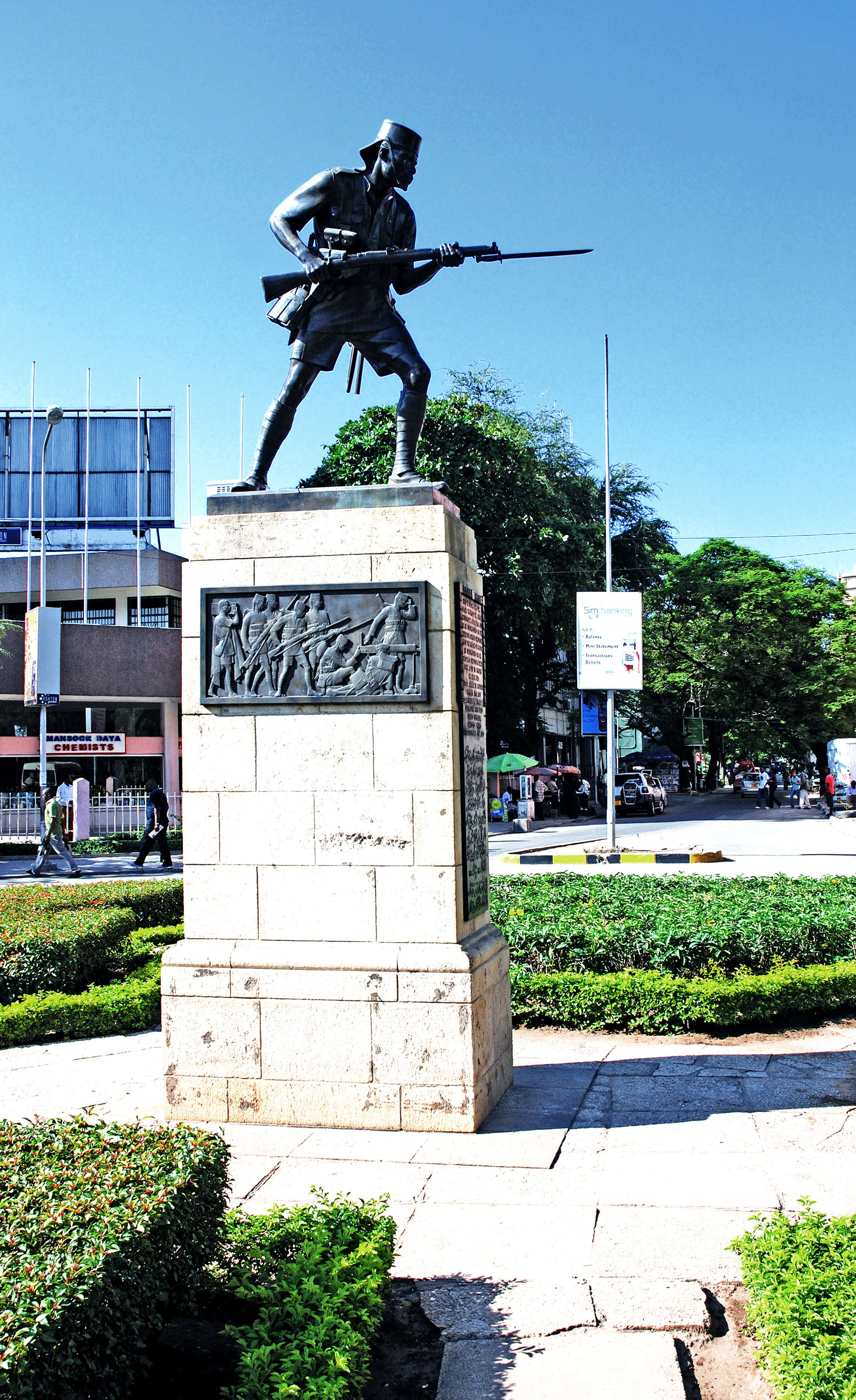
نصب تذكاري لعسكري في دار السلام ، تنزانيا ، تهتم بالجنود العسكريين الذين قاتلوا في حملة شرق إفريقيا للحرب العالمية الأولى بقيادة ليتو فوربيك

## بعد حرب العراق 2003
حراس الأمن الأوغنديون المنتشرون على نطاق واسع هم أيضاً من العسكريين. كان على الحراس أن يتقاضوا راتباً شهريًا قدره 1000 دولار ومكافأة بقيمة 80,000 دولار إذا تم تسديدها لكن العديد منهم اشتكوا من أن المال لم يدفع أو تم تقييم الرسوم غير العادلة. يعمل الحراس في وكالات التوظيف مثل عسكر للخدمات الامنية، التي تستأجرها شركة بيوولف الدولية وهي شركة مستقبلة في العراق تتعاقد من الباطن على تقديم خدماتها مع EOD Technologies وهي شركة أمريكية تستأجرها وزارة الدفاع الأمريكية لتوفير حراس أمن لـ معسكر النصر في بغداد. وقال ممثل بيوولف إن 400 من العمال «أثاروا إعجاب الجيش الأمريكي بمهاراتهم وخبراتهم» لكنه اشتكى من أن بعض العمال يفتقرون إلى الشرطة أو الخبرة الأمنية و «لا يعرفون حتى كيف يحملون السلاح». على الأقل هناك 11 شركة توظيف أوغندية أخرى تشمل دريساك الدولية وكونكت للخدمات المالية.

## روابط خارجية
- Comando Supremo
- African World War II Veterans
- Histoire de la Force Publique (History of the Force Publique) by Lieutenant-General Emile Janssens, Wasmael-Chalier of Namur in 1979
- Ascari: I Leoni di Eritrea/Ascari: The Lions of Eritrea. Eritrea colonial history, Eritrean ascari pictures/photos galleries and videos, historical atlas...
- Ascari of Eritrea Collection of about 200 pictures listed by categories.
- Moyd, Michelle: Askari, in: 1914-1918-online. International Encyclopedia of the First World War.